# Dinostrate
Dinostrate (milieu du IVe siècle av. J.-C., né vers 390- mort vers 320) est un géomètre grec, frère de Ménechme, élève de Platon. 
Il s'intéressa à la quadrature du cercle, pour laquelle sa solution était basée sur des calculs de moyennes proportionnelles reliant les distances entre points d'une courbe non circulaire, appelée « quadratrice de Dinostrate. »

## Son œuvre
La principale contribution de Dinostrate à la géométrie est sa solution à la quadrature du cercle, pour laquelle il s'est servi de la  quadratrice d’Hippias. Ce dernier n'avait imaginé cette courbe, semble-t-il, que pour résoudre par un procédé mécanique la trisection d'un angle quelconque donné par deux droites. La trisection de l’angle était pour les géomètres grecs un exemple de problème qu’on ne pouvait résoudre à la règle et au compas. Dinostrate est l’un de ces géomètres qui ont cherché à dépasser la limitation de la règle et du compas dans leurs méthodes de résolution. L’impossibilité de résoudre la quadrature à la règle et au compas n'a été établie que plus de 2000 ans après la mort de Dinostrate.
La solution de Dinostrate est d’ailleurs la seule que Pappus d'Alexandrie mentionne dans sa Collection mathématique (livre IV, 30). Pappus est même la source primaire de cette voie de quadrature du cercle. La propriété dégagée par Dinostrate est démontrée chez Pappus par l’absurde, technique fréquemment employée par Euclide. Pappus et Sporus de Nicée ont reproché à Pappus d'avoir présupposé dans son raisonnement la connaissance du nombre pi.